# دلروی پلهوس
دلروی پُلهوس (انگلیسی: Delroy L. Paulhus) یک روان‌شناس، پژوهشگر و استاد دانشگاه اهل کانادا است.
او دکترای خود را در رشتهٔ روان‌شناسی از دانشگاه کلمبیا دریافت داشت و چند سالی در دانشگاه کالیفرنیا، برکلی و دانشگاه کالیفرنیا، دیویس مشغول بکار بود.
وی هم‌اکنون رشتهٔ روان‌شناسی در دانشگاه بریتیش کلمبیا در کاناداست و تا کنون بیش از ۱۳۰ کتاب و مقالهٔ علمی در زمینه‌های گوناگون روان‌شناسی به چاپ رسانده‌است.
او بود که به همراه یکی از همکارانش به نام «کوین ویلیامز»، عبارت مثلث تاریک شخصیت (The Dark Triad of personality) را ابداع و آن را توصیف کرد. مثلث تاریک شخصیت مجموعه‌ای از سه ویژگی شخصیتی منفی در اجتماع شامل ماکیاولیسم، خودشیفتگی و سایکوپاتی است.